# SN 2008hf
SN 2008hf – supernowa typu Ia odkryta 3 listopada 2008 roku w galaktyce A091943-1214. W momencie odkrycia miała maksymalną jasność 21,90m.